# گویون ادواردز
گویون ادواردز (انگلیسی: Gwion Edwards؛ زادهٔ ۱ مارس ۱۹۹۳) بازیکن فوتبال اهل بریتانیا است.
از باشگاه‌هایی که در آن بازی کرده‌است می‌توان به باشگاه فوتبال سنت جانستون، باشگاه فوتبال سوانزی سیتی، و باشگاه فوتبال کراولی تاون اشاره کرد.
وی همچنین در تیم‌های ملی فوتبال Wales national under-19 football team و زیر ۲۱ سال ولز بازی کرده‌است.